# Saltos ornamentais no Campeonato Europeu de Esportes Aquáticos de 2021 - Trampolim 3 m sincronizado masculino
A prova do trampolim 3 m sincronizado masculino dos saltos ornamentais no Campeonato Europeu de Esportes Aquáticos de 2021 ocorreu no dia 13 de maio na Arena Danúbio, em Budapeste na Hungria.

## Calendário
| Fase  | Data       | Hora  |
| ----- | ---------- | ----- |
| Final | 13 de maio | 19:30 |

Todos os horários estão no horário local (UTC+1)

## Medalhistas
| Ouro                                     | Prata                                          | Bronze                                          |
| Rússia · Patrick Hausding · Lars Rüdiger | Alemanha · Evgeny Kuznetsov · Nikita Shleikher | Ucrânia · Oleksandr Horshkovozov · Oleh Kolodiy |

## Resultados
Esses foram os resultados da competição.
| Pos.              | Nacionalidade | Saltadores                            | Pontos | Pontos | Pontos | Pontos | Pontos | Pontos | Pontos |
| Pos.              | Nacionalidade | Saltadores                            | T1     | T2     | T3     | T4     | T5     | T6     | Total  |
| ----------------- | ------------- | ------------------------------------- | ------ | ------ | ------ | ------ | ------ | ------ | ------ |
| Medalha de ouro   | Alemanha      | Patrick Hausding Lars Rüdiger         | 51.60  | 52.80  | 84.66  | 79.80  | 86.10  | 71.82  | 426.78 |
| Medalha de prata  | Rússia        | Evgeny Kuznetsov Nikita Shleikher     | 50.40  | 50.40  | 78.54  | 75.48  | 80.85  | 79.80  | 415.47 |
| Medalha de bronze | Ucrânia       | Oleksandr Horshkovozov Oleh Kolodiy   | 50.40  | 48.00  | 73.44  | 72.54  | 90.06  | 75.48  | 409.92 |
| 4                 | Itália        | Lorenzo Marsaglia Giovanni Tocci      | 47.40  | 49.20  | 68.82  | 82.62  | 68.40  | 70.38  | 386.82 |
| 5                 | Polónia       | Kacper Lesiak Andrzej Rzeszutek       | 46.80  | 48.00  | 67.89  | 71.40  | 68.34  | 61.56  | 363.99 |
| 6                 | Reino Unido   | Daniel Goodfellow Jack Laugher        | 50.40  | 51.60  | 80.58  | 45.15  | 62.70  | 70.20  | 360.63 |
| 7                 | Áustria       | Alexander Hart Nikolaj Schaller       | 46.20  | 45.60  | 64.80  | 58.50  | 66.96  | 70.38  | 352.44 |
| 8                 | Grécia        | Athanasios Tsirikos Nikolaos Molvalis | 46.20  | 46.80  | 63.00  | 61.20  | 64.17  | 64.80  | 346.17 |
| 9                 | Geórgia       | Sandro Melikidze Tornike Onikashvili  | 44.40  | 46.20  | 60.30  | 62.31  | 61.20  | 62.22  | 336.63 |
| 10                | Países Baixos | Pascal Faatz Bram Meulendijks         | 46.20  | 44.40  | 54.00  | 53.94  | 53.10  | 59.40  | 311.04 |